# Пентковиці (Свентокшиське воєводство)
Пентковиці (пол. Pętkowice) — село в Польщі, у гміні Балтув Островецького повіту Свентокшиського воєводства.
Населення — 359 осіб (2011).
У 1975-1998 роках село належало до Келецького воєводства.

## Демографія
Демографічна структура на день 31 березня 2011 року:
|          | Загалом | Допрацездатний вік | Працездатний вік | Постпрацездатний вік |
| -------- | ------- | ------------------ | ---------------- | -------------------- |
| Чоловіки | 181     | 27                 | 133              | 21                   |
| Жінки    | 178     | 32                 | 98               | 48                   |
| Разом    | 359     | 59                 | 231              | 69                   |